# Ibba
Ibba fou un general ostrogot al servei de Teodoric el Gran.
En 508 entra a la Provença al capdavant d'un exèrcit i es va distingir contra les tropes de Clodoveu I busquen estendre el seu domini cap a la Mediterrània, amb l'ajuda del rei borgonyons Gundebald. Ibba es va apoderar de Provença, i després va avançar fins Arle, on el seu general Tuluin va aixecar el setge franc.
El 510 Teodoric el Gran va tornar a enviar les seves forces contra borgonyons i francs, i Ibbas va derrotar altre cop a Clodoveu I prop d'Arle. Els francs foren expulsats del mediterrani, la Provença esdevingué una província ostrogoda i Teodoric el Gran es veié amb forces per derrocar Gesaleic com a rei visigot, enviant Ibba que ocupà Barcelona en 510 i deposà a Gesalic que va fugir a territori dels vàndals,
Gesaleic va retornar a Aquitània on va poder reunir un exèrcit i el 512 va entrar a la Tarraconense pels passos pirinencs orientals però va ser derrotat per Ibba a 20 km de Barcelona, va fugir cap al nord, i després de travessar la Narbonense va intentar penetrar a Borgonya, però va ser capturat i mort en travessar el riu Durance, probablement per soldats ostrogots el 514.